# Oppedette
Oppedette település Franciaországban, Alpes-de-Haute-Provence megyében. Lakosainak száma 44 fő (2022. január 1.). Oppedette Sainte-Croix-à-Lauze, Simiane-la-Rotonde, Vachères és Viens községekkel határos.

## Népesség
A település népességének változása:
| Lakosok száma | 43   | 62   | 38   | 60   | 60   | 53   | 52   | 54   | 51   | 44   |
|               | 1968 | 1982 | 1990 | 2006 | 2013 | 2015 | 2017 | 2019 | 2020 | 2022 |